# Sigmund Jacob Haeckher
Sigmund Jacob Haeckher (* 3. September 1726 in Münzesheim; † 17. November 1772 in Zweibrücken) (nach anderer Angabe † 27. November 1772 in Zweibrücken) war Bauinspektor und Professor der Geometrie und Mathematik am Gymnasium Zweibrücken.
Haeckhers Vater war der Lehrer Johann Dietrich Haeckher.
Haeckher war mit Catharina Mischot verheiratet, die am 5. Juni 1798 in Elmstein verstarb; Kinder sind in Bergzabern geboren. Er war für verschiedene Fürsten als Baumeister, Renovator und Landvermesser tätig, zunächst 1752 als Renovator in Bruchsal für den Bischof von Speyer und im selben Jahr als Baumeister in Kirchheimbolanden für die Herrschaft Nassau-Weilburg, 1762/64 als Peraequator in Bergzabern für die Herrschaft Pfalz-Zweibrücken und 1771/72 als Bauinspektor in Zweibrücken. Er entwarf 1764 bis 1767 für den Freiherrn von Hacke die Pläne für das Trippstadter Schloss mit dem Brunnenstollen. Außerdem war er am Bau von Kirchen in Heiligenmoschel und Ransweiler beteiligt, ebenso am Schloss Rohrbach. Ab 1771 unterrichtete der „Bau-Inspector und Geographus“ Haeckher Geometrie, Trigonometrie und Civil-Baukunst am Gymnasium Zweibrücken. Von ihm sind zwei Karten bekannt, eine Wandkarte der Herrschaft Wilenstein und eine Teilkarte der südlichen und östlichen Grenzgebiete der Herrschaft Wilenstein.